# Josef Kugler (Musiker)
Josef Kugler (* 31. August 1896 in Tachau, Österreich-Ungarn; † 16. März 1958 in München) war ein deutscher Kapellmeister und Chordirigent des Bayerischen Rundfunks.

## Leben und Wirken
Josef Kugler stammte aus einer Tachauer Musikerfamilie. Sein Vater, ein  Kirchenmusiker, hatte seinen Beruf als Drechsler der Musik zuliebe aufgegeben. Josef Kugler besuchte die Volksschule und die Bürgerschule in Tachau (heute Tachov) in Tschechien.
Die Basis seines musikalischen Wirkens erhielt Josef Kugler bereits im Kindesalter mit dem Unterricht in Violine, Klavier und Orgel durch den Vater. Er übernahm schon mit 12 Jahren die Vertretung seines Vaters als Organist in Tachau und wirkte im Kirchenchor mit. Von 1910 bis 1914 besuchte er die Musikschule in Petschau und schloss das Hauptfach Orgel mit der Note „Vorzüglich“ ab. Während des Ersten Weltkriegs wirkte er zusammen mit seinem Bruder Karl Kugler (1894–1958) aushilfsweise als Chorleiter.
Nach dem Kriegsende 1918 und der Gründung der Tschechoslowakei begann Josef Kugler in Prag das Studium der Musik am Prager Konservatorium und setzte es an der Deutschen Musikakademie 1920 fort. 1922 verließ er nach erfolgreicher Ausbildung in den Fächern Komposition und Kapellmeister die Akademie.
Seine erste Anstellung war 1922 die eines Zweiten Kapellmeisters am Stadttheater in Aussig an der Elbe, nach drei Jahren verließ er Böhmen und ging ins Ausland. Er wirkte als Theaterkapellmeister am Theater Dortmund (1925–1933), Grillo-Theater in Essen (1933–1934), am Staatstheater Braunschweig (1934–1935) und ging dann als Chordirektor an die Bayerische Staatsoper nach München, wo er bis zum Ende des Zweiten Weltkriegs 1945 blieb.
In die Münchner Jahre fällt die Zusammenarbeit mit dort etablierten musikalischen Größen der damaligen Zeit. Er dirigierte 1935 eine Aufführung der Oper Der arme Heinrich von Hans Pfitzner unter der Regie des Komponisten, wirkte als Chordirektor an der Uraufführung der Oper Friedenstag von Richard Strauss mit und 1939 bei der Uraufführung von Carl Orffs Oper Der Mond. In diese Jahre fällt die Zusammenarbeit mit Generalmusikdirektor Clemens Krauss, der diese lobend erwähnte. Daneben war Kugler von 1939 bis 1949 auch künstlerischer Leiter des traditionsreichen Münchner Lehrergesangsvereins unter Oswald Kabasta (seit 1995 Münchner Oratorienchor e.V.). Nach dem Ende des Zweiten Weltkriegs 1945, der die Zerstörung der Stadt und des Münchner Nationaltheaters mit sich brachte, zog sich Kugler in das Refugium der Familie während des Kriegs in Götzens in Tirol zurück und war unter Missgunst und Hass am Innsbrucker Landestheater tätig.
Einen neuen Tätigkeitsbereich fand Josef Kugler im Jahr 1948, als er zum Chordirektor des Bayerischen Rundfunks berufen wurde. Nun konnte er sich ausschließlich seinem hauptsächlichen Arbeitsgebiet, dem Chordirigat, widmen. Diese Tätigkeit war geprägt von der fruchtbaren Zusammenarbeit mit Eugen Jochum, dem Chefdirigenten des von diesem im Jahr 1949 gegründeten Symphonieorchesters des Bayerischen Rundfunks, außerdem war er Dozent für Chorübungen an der Münchner Akademie für Tonkunst. Neben den gängigen großen Werken der Musikliteratur und der Alten Musik studierte Kugler auch die Werke der damaligen Moderne ein, z. B. Orffs Carmina Burana und die Catulli Carmina sowie Igor Fjodorowitsch Strawinskis Oper Oedipus Rex.
Für seine Verdienste erhielt Josef Kugler das Bundesverdienstkreuz 1. Klasse.

### Familie
Josef Kugler war verheiratet mit der Sopranistin Gertrud Riedinger, hatte die zwei Söhne Michael Kugler (Geiger im Orchester der Deutschen Oper Berlin), Peter Kugler (Bratscher im Bayerischen Staatsorchester) und war der Bruder des Tachauer und Geretsrieder Chorleiters Karl Kugler (* 30. Dezember 1894 in Tachau; † 24. März 1958 in Wolfratshausen).

## Aufnahmen
Tonaufnahmen und Aufnahmen von Übertragungen des Bayerischen Rundfunks sind auf Schallplatten und im Schallarchiv des Senders dokumentiert.